# Ordzovany
Ordzovany (maďarsky Ragyóc) jsou obec na Slovensku v okrese Levoča, Prešovský kraj. Nacházejí se asi 20 km od Levoče. Byly založeny kolem roku 1260.

## Památky
- římskokatolický kostel ze 13. století, přestavěný v 17. století
- kaple sv. Juliany z 18. století
- na hlavní silnici několik malých starých domů